# Mallko
Mallko es una fábula poética del escritor boliviano Gastón Suárez (nacido en la ciudad de Tupiza, Sud Chichas) publicada en 1974 sobre el anhelo de libertad y realización de un joven cóndor.  

## Reseña
Una fábula "humanizada" de un cóndor, donde el paisaje del altiplano y el hombre andino están presentes. El primero como fondo de la historia, descrita con caracteres poéticos, y el segundo como mediador entre dos mundos con el protagonista.  
La peripecia de la lucha por la vida se traslada al mundo animal y su protagonista Mallko encarna los sentimientos del amor y el ansia de supervivencia humana. El final será una alegoría de la llegada al mar, deseo constante del pueblo boliviano. 
Este arribo se muestra plenamente en la peregrinación aérea que ha ganado todas las distancias andinas y que aparece como un telón azul, primero: luego, como una extensión infinita de agua que el cóndor sobrevuela, sin saber cómo ha llegado a situarse sobre ella, pero sí colmando sus anhelos de libertad absoluta.  
Existen también otros símbolos más profundos a través de toda la narración, que cada lector podrá interpretar de acuerdo a su sensibilidad, imaginación o intuición. Por su simbología también se la investiga en universidades y grupos religiosos. 
El Ministerio de Educación de Bolivia el año 1974 lo declara texto oficial de lectura recreativa para estudiantes de los tres grados del ciclo intermedio. El año 1976 es incluida en la lista de honor del Premio Hans Christian Andersen y es declarada por el "International Board on Books for Young People" como un ejemplo sobresaliente de literatura con importancia internacional. 
El año 1982 es publicado  por Editorial SM en España con la adaptación del escritor español Andrés Pérez Asenjo. Es a la vez declarado como texto oficial para los estudiantes del país ibérico. 
El año 1991 es publicado en Bogotá por el "Convenio Andrés Bello" como texto de lectura para los estudiantes de los países miembros del Pacto Andino. 
El crítico ecuatoriano Hernán Rodríguez Castelo dijo que Mallko era “de aquellos grandes libros bolivianos que querría ver en todas las bibliotecas escolares del Ecuador” 
Para la crítica literaria Isabel Mesa, la historia tiene un inicio estremecedor. Una cría de cóndor se queda sin su madre y  advierte la primera demanda de la vida, el alimento. La obra se desarrolla entre ese descubrir de uno mismo, explorando sus capacidades, fuerzas y destrezas, y la exploración del mundo que lo rodea en una lucha por la supervivencia que va a transformarse en un verdadero poema a la vida, o, como muchos han denominado a Mallko, como un canto a la libertad. 
El libro está narrado en tercera persona, con un narrador omnisciente experto en lo que es la fábula y la ciencia,  que si bien parece un especialista en animales que observa, que describe y que conoce a detalle las características de su ejemplar, escribe con la ternura del escritor. Mallko es la descripción de la vida de un cóndor unida a la belleza de la pluma de su autor.